# Paint the Town Red
Paint the Town Red è un singolo della cantante statunitense Doja Cat, pubblicato il 4 agosto 2023 come primo estratto dal quarto album in studio Scarlet. Il brano ha ricevuto una candidatura alla 66ª edizione dei Grammy Award come miglior interpretazione pop solista.

## Antefatti e descrizione
Il brano è musicalmente composto da un campionamento della canzone Walk On By, scritta da Burt Bacharach e Hal David e interpretata da Dionne Warwick (1964). La canzone è stata prodotta dai produttori Earl on the Beat, Karl Rubin, Jean-Baptiste e Dj Replay.
Una anteprima di 2 secondi era stata condivisa dalla cantante il 17 aprile 2023, insieme a una lista delle possibili tracce del suo prossimo album. Per attirare l'attenzione dei suoi fan e per promuovere la canzone, Doja ha utilizzato le emoji della goccia di sangue così come modifiche, con una serie di filtri rossi, dei suoi precedenti video e copertine dei singoli. La cantante si è esibita con la versione finale della canzone per la prima volta il 18 luglio, mentre dipingeva una tela bianca di rosso. È stato in seguito confermato che il disegno della tela sarebbe stato la copertina del singolo.
In una intervista a Revolt dell'agosto 2023, Earl on the Beat, uno dei produttori della canzone, ha dichiarato  di aver creato la base del brano due anni prima, nell'agosto 2021, ascoltando i brani Just Blaze di Usher e Throwback di Jadakiss, i quali avevano campionato il brano You're Gonna Need Me di Dionne Warwick. Dopo aver iniziato a approfondire la discografia della Warwick, Earl on the Beat ha ascoltato il brano Walk On By e ha creato una base rivisitata campionando il brano. Durante i Grammy Awards del 2023 il produttore ha incontrato la rapper, proponendogli una collaborazione che prevedesse l'utilizzo della base da lui creata. Dopo aver fatto qualche ritocco, il produttore ha inviato l'elaborato alla rapper, che ha subito apprezzato, dichiarando inoltre: "ho fatto il mio tiro".
A seguito della pubblicazione, il testo è stato interpretato come un riferimento al comportamento della cantante tenuto sui social media e, in particolare, all'atteggiamento scortese nei confronti dei fan, facendo riferimento a quando ha disapprovato il nome di riconoscimento dei suoi fan, Kittenz. Sostenuta da un "ritmo vivace" che vede la cantante rappare su un "ritmo sottilmente sfrontato", la canzone è in completo contrasto rispetto alla più rilassata Attention, canzone pubblicata come primo singolo dal prossimo album di Doja Cat.

## Testo e significato
Il testo del brano ruota attorno alle critiche recenti che le sono state mosse sui social network, alle sue risposte a tono verso gli utenti online e su come la rapper sia fermamente decisa a non voler più tornare indietro o a rimangiarsi quanto detto. Il fulcro della canzone è proprio che la rapper continuerà a fare ciò che vuole nonostante le critiche che potrà ricevere, in quanto è famosa e di successo e la sua fama è definita dalla qualità della sua musica e non dalle sue azioni. Il titolo del brano, infatti, è una forma di slang americano che può essere reso in italiano come "uscire e divertirsi" o "passare un bel momento", a testimonianza del fatto che alla cantante poco importa cosa pensi di lei la gente.
Il brano si apre con il ritornello e da subito Doja Cat mette in chiaro che non le interessa prestare molta attenzione alle conseguenze di ciò che ha fatto o che ha detto, in quanto preferisce essere famosa e rimanere ferma sul suo pensiero: "S*****i, ho detto quello che ho detto / Piuttosto preferisco essere famosa / Dico tutto ciò che mi passa per la testa / Non mi interessa, esco e mi godo il momento". Secondo un'altra interpretazione, supportata anche dal video musicale del brano, in cui viene vista danzare con la Morte mentre canta il ritornello, il titolo "Paint the Town Red" potrebbe indicare che la cantante "tingerà di rosso la città", nel senso che "distribuirà morte a chiunque l'abbia attaccata o a chiunque se lo meriti". Questa analisi alternativa potrebbe essere in linea con il simbolismo e l'occulto che sono stati adottati come intero filone tematico dell'album Scarlet.
L'interpretazione più cupa e cinica potrebbe essere collegata anche al bridge del brano, il quale cita alcune delle critiche che la cantante ha ricevuto da degli utenti online che l'hanno accusata di essere una satanista, un demone e aver perso completamente il senno della ragione. La rapper, però, invece di vedere queste critiche come insulti, li accoglie e li trasforma nella sua medicina e nel suo successo: "Lei è il diavolo, Lei è una str******a, lei è una ribelle, lei preme il piede sull'acceleratore".
Nella prima strofa la cantante allude nuovamente a altre critiche ricevute circa le sue recenti scelte di vita, come quando si è totalmente rasata i capelli e le sopracciglia e ha condiviso una foto sui suoi social media. In un verso, infatti, la rapper canta "Sto meglio senza capelli / Non vedo nessun cartello che qui mi vieta di fumare".
La seconda strofa riconferma l'attitudine dell'intero brano, in quanto anche in questa ultima parte della canzone si citano nuovamente episodi spiacevoli in cui la cantante è stata offesa o attaccata. Ciò nonostante la rapper continua sulla sua strada, intenzionata a fare solo ciò che le piace. Nel verso si fa riferimento alle accuse ricevute di essere "troppo pop" e di come in realtà la cantante non sappia minimamente rappare e, di conseguenza, la cantante dichiara di non aver bisogno di nuovi fan e che solamente quelli veri capiranno le sue scelte. Fa anche riferimento a se stessa come una "signora dei demoni". Alcuni dei versi in questione sono: "Hai detto che il pop fa fare soldi, ora provaci tu s***** / non ho bisogno di nuovi fan perché a quelli vecchi già piaccio / non ho bisogno di indossare una parrucca affinché io piaccia a voi".
L'outro conclusivo, che chiude il brano sulle note di Walk On By di Dionne Warwick, potrebbe indicare che la cantante ha ignorato totalmente le critiche e gli hater, superando tutta la negatività e decidendo di andare avanti con la sua vita.

## Tracce
Testi di Amala Zandile Dlamini, musiche di Burt Bacharach, Hal David, Isaac Earl Bynum, Jean-Baptiste Kouame, Karl Rubin e Ryan Buendia.
Download digitale
1. Paint the Town Red (Versione non esplicita) – 3:51

Download digitale
1. Paint the Town Red (Versione esplicita) – 3:51
2. Paint the Town Red (Sped Up) – 3:30
3. Paint the Town Red (Slowed Down) – 5:31
4. Paint the Town Red (Versione non esplicita) – 3:51
5. Paint the Town Red (Instrumental) – 3:51

## Formazione
- Doja Cat – voce
- DJ Replay – produzione
- Earl On The Beat – produzione
- Jean Baptiste – produzione
- Karl Rubin – produzione
- Șerban Ghenea – missaggio
- Bryce Bordone – ingegnere
- Katie Harvey – assistente ingegnere
- Rian Lewis – ingegnere del suono
- Dale Becker – mastering

## Video musicale
Un video musicale di accompagnamento è stato pubblicato su YouTube lo stesso giorno della pubblicazione del singolo, il 4 agosto 2023, ed è stato diretto da Nina McNeely. Il video si apre con una scena della cantante che riproduce della musica attraverso un giradischi. In seguito, Doja viene inquadrata e viene vista togliersi un occhio dall'orbita e appoggiarlo su un tavolo, il quale viene poi fatto scivolare e visto cadere nell'inferno. La cantante viene poi mostrata in piedi a un mostro verde che si muove in un universo differente. In alcune scene Doja Cat canta e balla in compagnia della morte e di un demone, mentre in altre scene viene mostrata in un giardino mentre trascina una carriola colma di pezzi di carne sanguinanti, presumibilmente umani, e lanciarli dopo aver suonato una campana. Il video si conclude con la cantante che estrae il suo occhio da un barattolo pieno di liquido per rimetterselo nell'orbita.

## Successo commerciale
Paint the Town Red ha registrato un forte successo commerciale a livello globale, raggiungendo la prima posizione delle classifiche di Stati Uniti, Regno Unito, Australia, Nuova Zelanda, Canada, Irlanda, Lettonia, Lituania, Slovacchia, Svizzera e Repubblica Ceca, nonché la Top 5 nelle classifiche di Austria, Norvegia, Germania, Francia, Libano, Paesi Bassi, Svezia, Islanda, Danimarca, Malaysia, Singapore, Vietnam, Emirati Arabi Uniti e India. Inoltre, in soli 26 giorni, il brano ha ottenuto cento milioni di riproduzioni sulla piattaforma streaming Spotify, infrangendo il record precedentemente detenuto da Nicki Minaj con Super Freaky Girl che ne aveva impiegati 35 per raggiungere tale risultato. Così facendo, Paint the Town Red è diventata la canzone rap di una artista solista ad accumulare, nel minor tempo possibile, almeno 100 milioni di riproduzioni su Spotify.

### America del Nord
In America del Nord la canzone ha debuttato all'interno della Top 20 delle principali classifiche statunitensi e canadesi.
Negli Stati Uniti, Paint the Town Red ha debuttato alla posizione 15 della Billboard Hot 100 nella settimana di pubblicazione del 19 agosto 2023. In seguito alla sua pubblicazione, la canzone ha ottenuto molto successo nelle piattaforme social, diventando virale su TikTok. Inoltre, il brano ha raggiunto la prima posizione della classifica delle cinquanta canzoni più riprodotte su Spotify USA, diventando la prima canzone rap di una artista solista a raggiungere la vetta. Nella terza settimana di permanenza nella Hot 100 il brano è asceso alla quinta posizione, diventando l'ottava canzone della carriera della cantante a raggiungere la Top 10 nella suddetta classifica. Paint the Town Red ha raggiunto la prima posizione anche della Hot R&B/Hip-Hop Songs statunitense, diventando la sua seconda numero uno nella classifica dopo Say So. Nella quarta settimana di permanenza nella classifica, Paint the Town Red acquista altre due posizioni in classifica grazie a 28.2 milioni di audience radiofonica, segnando un aumento del 25%, e raggiungendo il nuovo picco alla terza posizione. Inoltre, la canzone è rimasta in cima alla Hot R&B/Hip-Hop Songs e alla Hot Rap Songs per una seconda settimana consecutiva. Nella quinta settimana, grazie a 32.4 milioni di audience radiofonica, 27.7 milioni di streaming e 8.000 copie vendute, il brano ha raggiunto la vetta della Hot 100, diventando la seconda numero uno della rapper nel Paese dopo Say So (2020), nella versione remix con Nicki Minaj, che aveva raggiunto la prima posizione per una settimana, e la prima da solista. Inoltre, Paint the Town Red è diventata la prima canzone rap a raggiungere la cima della Hot 100 in più di un anno, dopo Super Freaky Girl di Nicki Minaj che aveva debuttato alla prima posizione nella settimana di pubblicazione del 27 agosto 2022, concludendo un'interruzione di 54 settimane tra due diverse numero uno rap, la pausa più lunga dal 2001. Due settimane dopo aver raggiunto la prima posizione, coincidente con la settimana di pubblicazione del 7 ottobre 2023, Paint the Town Red torna alla vetta della Billboard Hot 100 per una seconda settimana non consecutiva, spinta da 52,6 milioni di audience radiofonica, 27,5 milioni di streaming e 6.000 download, diventando la sua prima numero uno a regnare per più di una settimana. Il brano ha poi speso una terza e ultima settimana complessiva in vetta alla classifica statunitense.
In Canada la canzone ha debuttato nella Top 20, alla posizione 11. Nella terza settimana di permanenza il brano ha raggiunto la Top 10 della classifica, salendo fino alla sesta posizione. Con la pubblicazione del 9 settembre 2023, coincidente con la quarta settimana di permanenza, Paint the Town Red ha raggiunto la vetta della Canadian Hot 100 diventando la prima numero uno della carriera della rapper nel Paese.

### Europa
Nel Regno Unito la canzone ha debuttato alla posizione 20 nella settimana del 17 agosto 2023. La settimana seguente, quella del 24 agosto, il brano ha guadagnato cinque posizione raggiungendo la numero 15. Nella terza settimana di permanenza, coincidente con la settimana di pubblicazione del 31 agosto 2023, Paint the Town Red ha raggiunto la quarta posizione della classifica britannica, diventando la quarta Top 10 della cantante nel Paese. La canzone ha anche superato il picco raggiunto dal brano campionato, Walk On By, che aveva raggiunto la nona posizione. Il 27 agosto la Official Charts Company britannica ha annunciato che il brano aveva grandi possibilità di diventare la prima numero della cantante nella classifica britannica, separata da uno scarto di punti bassissimo rispetto a altri brani in lizza per la vetta. Nella sua quarta settimana di permanenza in classifica, la canzone ha raggiunto la numero 2 della classifica britannica, bloccata alla prima posizione da Vampire di Olivia Rodrigo, ed eguagliando la posizione massima raggiunta nella sua carriera con Say So nel 2020. Nella quinta settimana di permanenza il brano è asceso alla vetta della classifica, diventando la prima numero uno nella carriera della rapper nel Regno Unito nonché il primo brano rap di un artista solista a raggiungere la posizione più alta della classifica britannica.
Nel resto d'Europa, il brano ha raggiunto la prima posizione nelle classifiche di Irlanda, Lettonia, Slovacchia, Lituania,  Repubblica Ceca, Svizzera, Grecia e del Lussemburgo, la Top 5 in Austria, Danimarca, Germania, Svezia, Paesi Bassi, Francia, Belgio (Vallonia), Islanda e Norvegia, così come la Top 10 in Finlandia, Polonia, Romania e Ungheria. La canzone ha raggiunto anche la Top 20 nella classifica croata, belga (Fiandre) e italiana.

### Oceania
In Oceania la canzone ha riscosso da subito un enorme successo, debuttando nella Top 10 sia della classifica australiana sia di quella neozelandese. Nella classifica australiana, Paint the Town Red ha raggiunto la vetta nella terza settimana di permanenza diventando la prima numero uno dell'artista nel Paese. In Nuova Zelanda, invece, la canzone ha debuttato alla posizione numero 3 e ha raggiunto la vetta la settimana seguente. Il brano è rimasto in vetta in entrambe le classifiche per 10 settimane consecutive.

## Classifiche

### Classifiche settimanali
| Classifica (2023)   | Posizione massima |
| ------------------- | ----------------- |
| Arabia Saudita      | 8                 |
| Australia           | 1                 |
| Austria             | 2                 |
| Belgio (Fiandre)    | 17                |
| Belgio (Vallonia)   | 4                 |
| Bielorussia         | 33                |
| Brasile             | 71                |
| Bulgaria            | 1                 |
| Canada              | 1                 |
| Corea del Sud       | 86                |
| Croazia             | 15                |
| Danimarca           | 5                 |
| Emirati Arabi Uniti | 2                 |
| Estonia             | 2                 |
| Filippine           | 6                 |
| Finlandia           | 7                 |
| Francia             | 5                 |
| Germania            | 2                 |
| Grecia              | 1                 |
| Hong Kong           | 16                |
| India               | 3                 |
| Indonesia           | 23                |
| Irlanda             | 1                 |
| Islanda             | 2                 |
| Israele             | 16                |
| Italia              | 17                |
| Kazakistan          | 5                 |
| Lettonia            | 1                 |
| Libano              | 2                 |
| Lituania            | 1                 |
| Lussemburgo         | 1                 |
| Malaysia            | 2                 |
| Medio Oriente       | 4                 |
| Moldavia            | 127               |
| Nordafrica          | 7                 |
| Norvegia            | 2                 |
| Nuova Zelanda       | 1                 |
| Paesi Bassi         | 2                 |
| Panama              | 59                |
| Polonia             | 7                 |
| Portogallo          | 11                |
| Regno Unito         | 1                 |
| Repubblica Ceca     | 1                 |
| Russia              | 19                |
| Singapore           | 2                 |
| Slovacchia          | 1                 |
| Spagna              | 69                |
| Stati Uniti         | 1                 |
| Sudafrica           | 7                 |
| Svezia              | 4                 |
| Svizzera            | 1                 |
| Taiwan              | 10                |
| Turchia             | 23                |
| Ungheria            | 4                 |
| Vietnam             | 4                 |

### Classifiche di fine anno
| Classifica (2023) | Posizione |
| ----------------- | --------- |
| Australia         | 14        |
| Austria           | 30        |
| Canada            | 40        |
| Danimarca         | 92        |
| Estonia           | 44        |
| Francia           | 60        |
| Germania          | 37        |
| Islanda           | 37        |
| Paesi Bassi       | 42        |
| Polonia           | 60        |
| Portogallo        | 165       |
| Regno Unito       | 26        |
| Russia            | 182       |
| Stati Uniti       | 52        |
| Svizzera          | 23        |
| Ungheria          | 20        |
| Classifica (2024) | Posizione |
| Australia         | 41        |
| Canada            | 28        |
| Estonia           | 107       |
| Francia           | 115       |
| Nuova Zelanda     | 43        |
| Stati Uniti       | 21        |

## Riconoscimenti
- MTV Video Music Awards[104]
  - 2023 – Candidatura alla canzone dell'estate

- Grammy Awards[25]
  - 2024 – Candidatura alla miglior interpretazione pop solista

## Date di pubblicazione
| Paese                 | Data           | Formato                      | Nota    |
| --------------------- | -------------- | ---------------------------- | ------- |
| Mondo                 | 4 agosto 2023  | Download digitale, streaming | [ 41 ]  |
| Stati Uniti d'America | 8 agosto 2023  | Contemporary hit radio       | [ 105 ] |
| Stati Uniti d'America | 8 agosto 2023  | Rhytmic radio                | [ 106 ] |
| Italia                | 25 agosto 2023 | Contemporary hit radio       | [ 107 ] |